# یواس‌اس مونانگاهلا (۱۸۶۲)
یواس‌اس مونانگاهلا (۱۸۶۲) (به انگلیسی: USS Monongahela (1862)) یک کشتی بود که طول آن ۲۲۷ فوت (۶۹ متر) بود. این کشتی در سال ۱۸۶۲ ساخته شد.